# 葉利欽主義
葉利欽主義，是鮑里斯·葉利欽在1991年12月蘇聯解散後成為俄羅斯的有效統治者後，很少使用的新詞，其特徵是鮑里斯·葉利欽的激進親西方政治和經濟政策。
“葉利欽主義”一詞常帶有負面含義。葉利欽的批評者指責他解散了蘇聯，俄羅斯總統弗拉基米爾·普京也将稱其為“本世紀的地緣政治災難”。其他人則暗示葉利欽主義只有民主的外表，而實際上是以威權主義的形式進行集權，並認為俄羅斯當前的政治制度（通常稱為普京主義）是“葉利欽主義的延續”。穆罕默德·西德·艾哈邁德將其描述為“遵守必要的最低要求，以安撫西方並避免公開指責違反形式上的民主規則，但在實質上違反這些規則。」